# Михорль, Петер
Петер Михорль (нем. Peter Michorl; родился 9 мая 1995 года, Вена, Австрия) — австрийский футболист, полузащитник клуба ЛАСК.

## Клубная карьера
Михорль — воспитанник клуба «Аустрия» из своего родного города. В 2011 году для получения игровой практики он начал выступать за дублирующий состав. Летом 2014 года в поисках игровой практики Михорль на правах аренды перешёл в ЛАСК. В матче против «Флоридсдорфа» он дебютировал во Второй австрийской Бундеслиге. По окончании сезона клуб выкупил трансфер игрока. 8 апреля 2016 года в поединке против «Капфенберга» Петер забил свой первый гол за ЛАСК. В 2017 году Михорль помог команде выйти в элиту. 22 июля в матче против «Адмира Ваккер Мёдлинг» он дебютировал в австрийской Бундеслиге.

## Международная карьера
В 2014 году в составе юношеской сборной Австрии Михорль принял участие в юношеском чемпионате Европы в Венгрии. На турнире он сыграл в матчах против команд Венгрии, Израиля и Германии. В поединке против венгров Петер забил гол.
В 2015 году в составе молодёжной сборной Австрии Михорль принял участие в молодёжном чемпионате мира в Новой Зеландии. На турнире сыграл в матче команды Узбекистана.